# フリードリヒ・パウルス
フリードリヒ・ヴィルヘルム・エルンスト・パウルス（Friedrich Wilhelm Ernst Paulus, 1890年9月23日 - 1957年2月1日）は、第二次世界大戦期のドイツの陸軍軍人。陸軍元帥。スターリングラードに包囲され、ソ連軍の捕虜になった。

## 生い立ち
1890年、ドイツのヘッセン州ブライテナウの下級役人の家に生まれた。最初海軍将校を目指したが断られたため、1909年にマールブルク大学で法学を学び始める。しかし1910年2月18日軍に志願、士官候補生としてラシュタットの歩兵連隊に配属される。翌年少尉に任官。
1912年、士官学校同期のきわめて古い家柄のルーマニア貴族の妹と結婚する。パウルス夫妻は三児をもうけた。ドイツの将軍や将校は貴族階級の出身者が多く、貴族階級を示す「von」を持っていたが、彼はそうではなかった。勤勉さを賞され1913年に大隊長副官に任命される。
第一次世界大戦では当初西部戦線に従軍、しかし赤痢のため翌1915年まで入院していた。その後イタリア戦線、バルカン半島で従軍、さらに再び西部戦線に戻ってヴェルダンの戦いに従軍。その後再びルーマニア戦線に移動し、1917年にはイタリアでイゾンツォの戦いに従軍、1918年の終戦時には階級も大尉にまで昇進していた。この大戦中の病気のため、彼は生涯病弱気味であった。また一級鉄十字章を受章し精鋭部隊に属していたことから、エリート意識が強くなった。
終戦後義勇軍に属し、ドイツ東部でポーランドとの国境紛争に従軍。しかしそこでは人事担当で前線には出なかった。翌年ヴァイマル共和国軍に採用される。
1924年に第13連隊で中隊長を務め、初めて部隊指揮官となる。当時の中隊長の同僚に機関銃中隊長エルヴィン・ロンメルがいた。1931年まで師団の戦術教官を務め、その能力が注目されるようになる。
同年ベルリンの陸軍大学に異動し戦術教官となる。そこでナチスの政権獲得を経験するが、彼がどういう姿勢だったかはよく分かっていない。ただ貴族出身の妻はナチスを嫌っていた。パウルスは第一次世界大戦終結後13年間は昇進せず（階級は大尉）、1933年になってようやく少佐に昇進した。
1934年、第3自動車中隊長に補される。1935年、ドイツは再軍備を宣言、ドイツ国防軍の強化に乗り出す。これにはパウルスも賛成していた。同年大佐に昇進、自動車化部隊の参謀長となる。1939年はじめに少将に昇進し、エーリヒ・ヘプナーの第16軍団の参謀長に就任。

## 第二次世界大戦
第二次世界大戦が始まった1939年9月、第10軍の参謀長となり、ポーランド侵攻やフランス侵攻でヴァルター・フォン・ライヒェナウ上級大将の右腕として優れた働きを見せた。
1940年9月、陸軍参謀本部第一部部長に就任。ヴァルター・フォン・ブラウヒッチュ陸軍総司令官、フランツ・ハルダー参謀総長に次いでナンバー3となった。パウルスは、自身は貴族ではない出自ながらも優れた才能と洗練された礼儀作法（「殿下」とあだ名をつけられていた）をもっている点がヒトラーの共感を得ることになり、軍隊で昇進し得た理由の一つとなった。

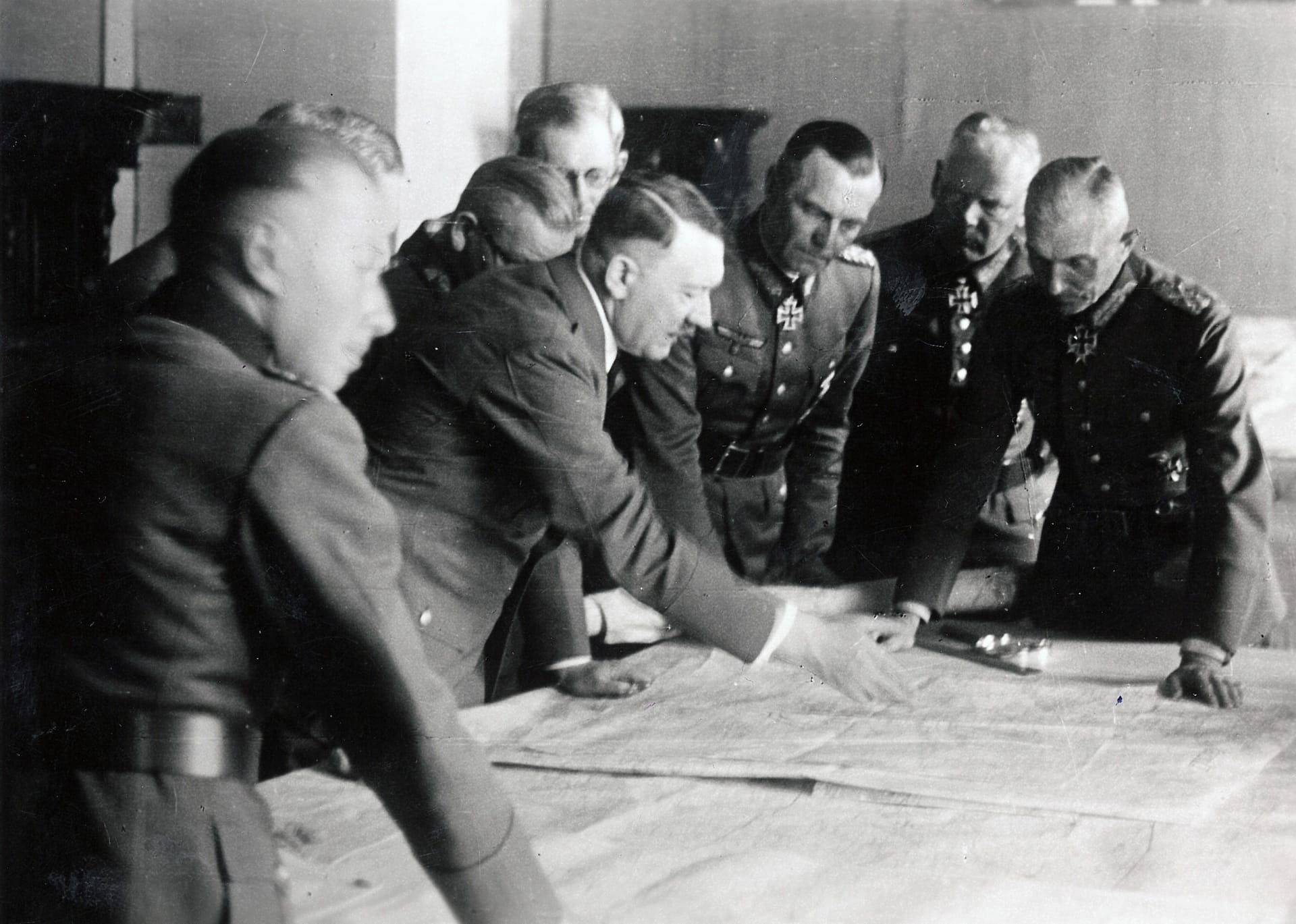
作戦会議でのパウルス（ヒトラーの左側、右から三人目の人物）（1942年6月）

1940年9月、ソビエト連邦へ侵攻するバルバロッサ作戦の立案に参画。1941年4月、ロンメル率いるドイツ・アフリカ軍団を督戦のため北アフリカおよびイタリアに出張。バルバロッサ作戦が実行に移され独ソ戦が始まった直後の8月、ウクライナの前線にライヒェナウ元帥を訪ねたが、そこで再び赤痢に罹っている。
1942年1月装甲兵大将に昇進。それと同時に、以前から誼のあったライヒェナウ元帥が急死、その推薦によりライヒェナウが指揮していた第6軍（第10軍を改組）の司令官に任命された。軍歴は一貫して参謀畑で連隊長も師団長も経験したことのないパウルスの任命には異論もあった。前任者のライヒェナウが陣頭指揮のタイプだったのに対し、パウルスの指揮は「デスクワーク」と評された。就任して最初の命令は、ライヒェナウが下したソ連軍政治将校の即決処刑命令「コミッサール指令」の撤回だったが、参謀達に無視された。

## スターリングラード
就任後の第二次ハリコフ攻防戦では戦功をあげ、批判者を沈黙させた。ついで1942年夏、ブラウ作戦が発動され、第6軍はスターリングラードを包囲した。ヒトラーはこの都市の占領に固執し、完全占領を命令した。両軍は、熾烈な市街戦に兵力をつぎ込んだが、ドイツ軍の補充は、10月以降不十分であった。11月19日に、ソ連軍がウラヌス作戦で、反撃に出た時点で、ドイツ軍は市街地の約90%を占領していた。パウルスは、戦線を保持できず包囲される可能性が高いので、即座の行動の自由（脱出）を求めたが、ヒトラーもマンシュタインも誰もすぐには回答しなかった。23日には、ソ連軍の反攻部隊はカラチで手をつなぎ、第6軍など約33万人が包囲されてしまった。24日には、空軍の”空輸はやれると思う”という回答を当てにして、ヒトラーは、パウルスにボルガ河戦線の維持を命じた。
1942年12月12日には、第6軍を救出するための「冬の嵐」作戦が始まった。エーリッヒ・フォン・マンシュタインによる第6軍救出の試みは、パウルスが参謀長のアルトゥール・シュミット少将に押される形で、脱出作戦の実施について非現実的なさまざまな留保条件をつけ、それをヒトラーが追認する形で拒否した為、第6軍は脱出行動をおこすことなく、失敗した。

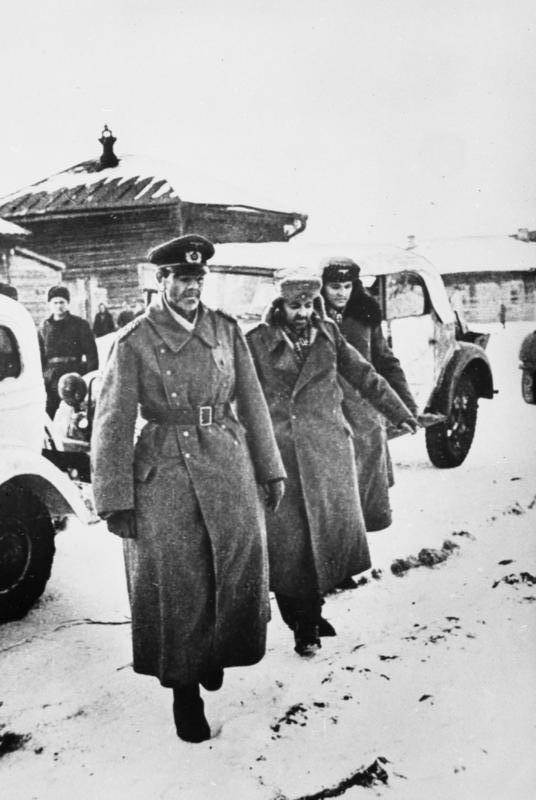
赤軍に降伏した直後のパウルス。後ろに続くのは参謀長アルトゥール・シュミット中将と副官ヴィルヘルム・アダム大佐

1943年1月、上級大将に昇進。赤軍の攻勢を受けて、何度か降伏許可を求めたパウルスに対して、ヒトラーは2月に救出作戦を行うと回答。しかし補給用飛行場も次々に失い、最後はパラシュート降下による補給しかなくなった第6軍に先はなかった。
1月30日ヒトラーはパウルスを元帥に昇進させた。かつてドイツ軍の元帥で降伏した者は一人もおらず、その意味するところは、「捕虜になるよりも自決せよ」ということであった。しかしながら、クリスチャンのパウルスは自決を拒み、1月31日、南部ポケットの将兵9万人とともにソ連軍に降伏した。

## 捕虜、戦後
パウルスは、ソ連の捕虜となった後はヴィルヘルム・ピーク（のちの東ドイツ初代大統領）の説得を受け、ナチスに対する強い批判者となって、ドイツ共産党の指導する自由ドイツ国民委員会やドイツ将校同盟に名を連ねた。彼はスターリンにソ連に居るドイツ人捕虜からなる「ドイツ解放軍」結成を申し出たが、反応はなかった。捕虜収容所にいるかつての部下たちの中にはこの翻身を忌み嫌う者も多かった。ドイツが捕虜としていたスターリンの長男（ヤーコフ・ジュガシヴィリ）と捕虜交換する案がドイツから提示されたが、ソ連が拒否したため実現しなかった。ドイツにいた彼の妻子は逮捕され、ダッハウ強制収容所に送られた。
ニュルンベルク裁判ではナチス・ドイツの戦争犯罪を告発する検察側の証人として出廷した。その際収容所で重病になった妻に会う機会もなく、彼女は1949年に死去した。

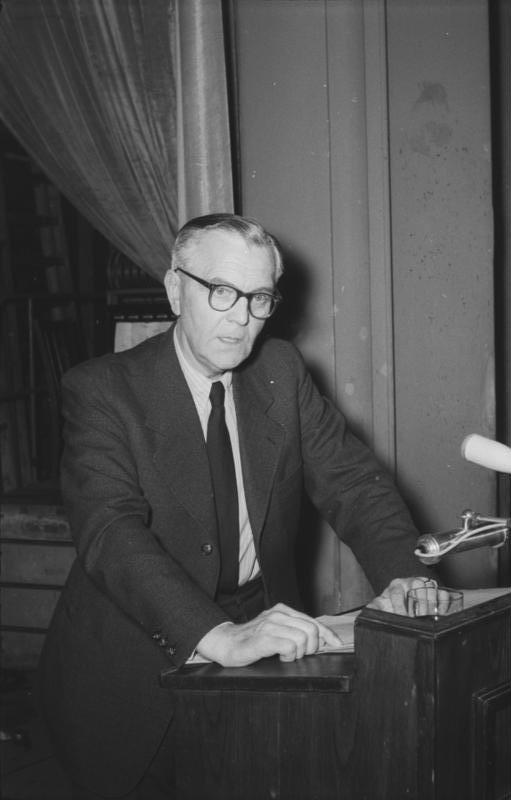
講演するパウルス（1954年）

1953年、東ドイツの指導者ヴァルター・ウルブリヒトとの会見ののち抑留から解放され、東ドイツに移住した。子供たちは西ドイツにおり、会うこともなかった。ドレスデンに豪邸を与えられ、ドイツ人民警察で戦史研究室参与の職にあった。
東西ドイツの再軍備反対運動などに参加していたが、晩年はALSを患い、スターリングラード戦敗北から14年後の1957年2月1日に死去した。軍隊礼を以て埋葬された。
ヒトラーへの追従により脱出の決断を下せず、兵士たちを救わなかったこと、また多くの兵士が戦死したにもかかわらず自らは捕虜となって自決しなかったこと（同じく敵に包囲されつつも、配下の兵士を武装解除させて投降させ、自決したヴァルター・モーデルと比較されて批判されている）、その後反ナチスへ転換したことなどから、現在でも彼に対する歴史的評価は分かれている。

### 書目
- Adam, Wilhelm; Ruhle, Otto (2015). With Paulus at Stalingrad. Pen and Sword Books. ISBN 9781473833869
- Beevor, Antony (1998). Stalingrad, The Fateful Siege: 1942–1943. New York: Penguin Books. ISBN 978-0-670-87095-0
- Craig, William (1973). Enemy at the Gates. The Battle for Stalingrad. Victoria: Penguin Books. ISBN 0-14-139017-4
- Fraschka, Mark Alexander (2008) (ドイツ語). Friedrich Paulus nach Stalingrad. Würzburg: Julius-Maximilians-Universität 2019年12月18日閲覧。
- Glantz, David M.; House, Jonathan (2009). To the Gates of Stalingrad: Soviet-German Combat Operations, April–August 1942. Lawrence, KS: University Press of Kansas. ISBN 978-0-7006-1630-5
- Overy, Richard (1997). Russia's War. United Kingdom: Penguin. ISBN 0-14-027169-4
- Scherzer, Veit (2007) (ドイツ語). Die Ritterkreuzträger 1939–1945 Die Inhaber des Ritterkreuzes des Eisernen Kreuzes 1939 von Heer, Luftwaffe, Kriegsmarine, Waffen-SS, Volkssturm sowie mit Deutschland verbündeter Streitkräfte nach den Unterlagen des Bundesarchives [The Knight's Cross Bearers 1939–1945 the Holders of the Knight's Cross of the Iron Cross 1939 by Army, Air Force, Navy, Waffen-SS, Volkssturm and Allied Forces with Germany According to the Documents of the Federal Archives]. Jena, Germany: Scherzers Militaer-Verlag. ISBN 978-3-938845-17-2
- Thomas, Franz (1998) (ドイツ語). Die Eichenlaubträger 1939–1945 Band 2: L–Z [The Oak Leaves Bearers 1939–1945 Volume 2: L–Z]. Osnabrück, Germany: Biblio-Verlag. ISBN 978-3-7648-2300-9
- Werth, Nicolas; Bartošek, Karel; Panné, Jean-Louis; Margolin, Jean-Louis; Paczkowski, Andrzej; Courtois, Stéphane (1999). The Black Book of Communism: Crimes, Terror, Repression. Harvard University Press. p. 858. ISBN 0-674-07608-7